# Семюел Тейлор Колрідж
Семюел Тейлор Колрідж (англ. Samuel Taylor Coleridge, 21 жовтня 1772—25 липня 1834) — англійський поет і літературний критик. Представник «озерної школи». Від демократичних настроїв (вірш «Взяття Бастилії», 1789) перейшов на консервативні позиції (збірка «Ліричні балади», 1798, спільно з Вордсвортом, незакінчений фрагмент «Кубла Хан», 1798). «Поема про старого моряка», драми, лекції про Вільяма Шекспіра (видання 1894 р.), літературні спогади.

## Життєпис
Семюел Тейлор Колрідж належить до числа найславетніших постатей англійської літератури. Поет-реформатор, один із фундаторів нового літературного напрямку — романтизму, що прийшов на зміну застиглому класицизмові; визначний критик, чиї шекспірівські студії досі не втратили ваги; помітний для своєї доби філософ — такі провідні сторони його яскравої, складної та багато в чому суперечливої особистості.

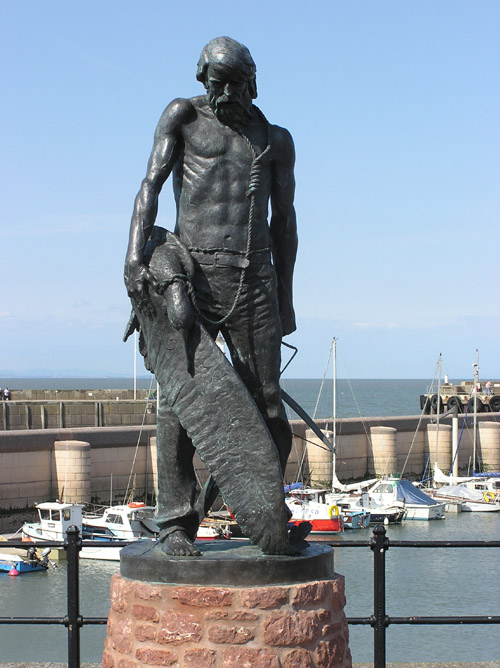
Статуя Старого Мореплавця, героя найвідомішого твору Колріджа. Містечко Вотчет, графство Сомерсет, Англія. Шию Мореплавця обвиває мотузка, до якої прив'язано труп Альбатроса.

Народився Колрідж 1772 року в Девонширі в родині бідного сільського священика. По батьковій смерті він навчався на кошти благодійників у Лондоні, а далі в Кембриджі, та мусив через співчутливе ставлення до французької революції залишити університет. На початку 1790-х років відбувається Колріджеве знайомство із Вільямом Вордсвортом та Робертом Сауті, разом із якими він і започатковує славнозвісну «озерну школу» англійського романтизму.
Поява в 1798 році збірки «Ліричні балади», де було об'єднано твори Колріджа та Вордсворта, знаменує найвищий злет Колріджа-поета. У вміщеній там славетній «Повісті про Старого Мореплавця» Колрідж використовує відроджену і доведену ним до досконалості давню форму народної балади для осмислення найскладніших питань взаємин людини і дивовижно гармонійного та разом із тим грізного світу природи. Органічне поєднання реальності із фантастикою, вражаюча тема космічної самотності героя, що всім життям своїм має спокутувати свій злочин перед світом краси і гармонії, ствердження неповторності і святості всього живого на Землі — все це притаманне найдовершенішому витворові Колріджа.
Останні роки життя поет присвятив переважно літературознавству та критиці. Він багато редагував раніше написані поезії, та нових віршів майже не писав. Помер Колрідж 1834 року, так і не вивільнившись від нестатків та матеріальної залежності, що переслідувала його все життя.